# Partido Nacionalista Peruano
El Partido Nacionalista Peruano (PNP) fue un partido político peruano fundado por Ollanta Humala, comandante del Ejército del Perú en retiro y expresidente del Perú.

## Historia
La formación del Partido Nacionalista tuvo como antecedente al Movimiento Nacionalista Peruano que data del 2003 (coincidentemente en el tercer aniversario del Locumbazo). Este movimiento pretendía convertirse en el referente político de los etnocaceristas hasta el año 2004. En los primeros meses del 2005, el padre de los Humala, Isaac Humala, propuso que el liderazgo del movimiento pasara a manos de Ollanta Humala. Todo ello debido a que el menor de los Humala quería postular a la presidencia; sin embargo, su candidatura no logró alcanzar el mínimo de firmas para inscribir al Movimiento Nacionalista Peruano como partido político. Por ello, para las elecciones generales del 2006, inscribió su candidatura con UPP (Unión por el Perú), organización liderada por Javier Pérez de Cuéllar. 
Otro antecedente del partido es la repartición del periódico “Ollanta” que para el 2002 ya contaba con un tiraje de 50 000 ejemplares. Lo que el partido buscaba hacer con el periódico era una herramienta de difusión de sus lineamientos, además pretendían situarse en un ambiente de seriedad, a través de la búsqueda de una reivindicación de lo peruano. El periódico, con el pasar del tiempo, sufrió una serie de modificaciones. Con las intenciones de Ollanta por postular a la presidencia del Perú y con el cambio de viraje menos radical, el semanario pasó a ser llamado “Antauro”. Esto desencadenó que Ollanta continuara con su postulación, pero fue su hermano Ulises quien continuó con la candidatura del movimiento.
En 2010 forma la Alianza electoral Gana Perú con miras a las elecciones generales del Perú de 2011. Esta alianza firma a fines de 2010 un acuerdo político con varios partidos de izquierda como el Partido Comunista Peruano, el Partido Socialista, el Partido Socialista Revolucionario, el Partido Comunista Peruano (Marxista-Leninista), el Movimiento Político Voz Socialista y el Movimiento Político Lima para Todos. Actualmente esta alianza se encuentra de facto disuelta, debido a que todas las fuerzas políticas que la conformaron la han abandonado. 
La inscripción del Partido Nacionalista Peruano en la Oficina Nacional de Procesos Electorales data del 4 de enero del 2016. El presidente actual  del partido es Ollanta Humala.

## Organización partidaria[6]
El Partido Nacionalista Peruano (PNP) posee una organización institucional jerarquizada y participativa al mismo tiempo. La Asamblea General Nacional es el máximo órgano deliberativo y resolutivo del partido. Se reúne ordinariamente cada cuatro años y puede ser convocado a reunión de manera extraordinaria por parte de la presidencia o por el Comité Ejecutivo Nacional, que está conformado por los fundadores, además de ser el órgano representante de la Asamblea General Nacional (PNP).
Otros órganos deliberativos dentro de la estructura del partido contemplan a las Instancias sectoriales y partidarias. Las primeras comprenden al Grupo Parlamentario, a la Juventud Nacionalista Peruana y a la Coordinadora Nacionalista Magisterial. En segundo lugar, se incluye al Comité Nacional de Organización, a la Coordinadora Nacional de Formación Política y a los personeros.

## Lineamientos
El PNP es un partido estrictamente centralizado en la figura de Ollanta Humala, pero contaba con una fuerte influencia ideológica del pensamiento de José Carlos Mariátegui, Víctor Raúl Haya de la Torre e, incluso, de Juan Velasco Alvarado. La visión política que caracteriza al partido es la de buscar una transformación del país por medio de la construcción de una mayoría social y de la política; busca, adicionalmente, la movilización de los recursos humanos y “morales” del país para contribuir en la construcción del Estado. 
Algunas de las principales metas que se trazó el partido consistía en la dignificación de la política, promoción de la justicia, desarrollo económico y social para la refundación de la democracia; además promueve la igualdad ante de la justicia para cada uno.

## Participación electoral
A lo largo de sus años de vida institucional, el Partido Nacionalista Peruano ha participado en cada uno de los procesos electorales (desde las elecciones generales del 2006 hasta las elecciones generales de 2016, aunque la candidatura a la presidencia del exmiembro de gobierno Daniel Urresti fue eliminada.

### Elecciones generales de 2006
Debido a que para las elecciones generales del 2006, el PNP aún no contaba con inscripción vigente ante el Jurado Nacional de Elecciones, es que Humala decide aceptar la propuesta de Unión por el Perú (UPP) de candidatear a la Presidencia de la República formalmente por este partido, en calidad de candidato invitado. Para el Congreso de la República se elaboró una lista de candidatos mixta, integrada por miembros de UPP y el Partido Nacionalista Peruano. De esta forma, a Humala le fue posible candidatear, y el debilitado UPP esperaba tener nuevamente mayor presencia en el Parlamento.
En poco tiempo, gracias a Humala, el UPP llegó a encabezar las encuestas de preferencias electorales. En la primera vuelta de las elecciones generales, el 9 de abril del 2006, UPP ocupó el primer puesto con 30% de los votos en votación por el candidato a la Presidencia, y 35% en la elección parlamentaria. En el segundo lugar de la votación presidencial quedó Alan García del APRA con 24,3%, seguido muy de cerca por Lourdes Flores con 23,8%.
Para el Congreso de la República, resultaron elegidos por UPP 45 de sus candidatos, de un total de 120 congresistas. Así, UPP se convirtió en la agrupación con mayor representación parlamentaria.
El 4 de junio se disputó la segunda vuelta entre el candidato de UPP Ollanta Humala y Alan García (anteriormente Presidente del Perú en la segunda mitad de los años 80). En dicha contienda logró imponerse, Alan García con el 52% de los votos, sucediendo así en la presidencia hacía Alejandro Toledo.
Poco después de instalado el nuevo congreso, se produce la división en el grupo parlamentario de UPP, dividiéndose este en UPP y PNP. Posteriormente otros miembros de ambos grupos también se separan, quedando como no agrupados. Finalmente, el PNP contó en el Congreso con una representación de 25 congresistas.
En las elecciones generales del Perú de 2006 resultaron elegidos por UPP los siguientes 45 candidatos al Congreso, 33 del PNP convirtiéndose en la mayor bancada del periodo.
Sin embargo, la alianza con UPP se disolvería, y los miembros del Partido Nacionalista formarían la Bancada Nacionalista conformada por 25 Congresistas.

### Elecciones regionales y municipales de 2006
Luego de las elecciones presidenciales, el Partido participó en las elecciones regionales y municipales del 2006. En el ámbito regional participó en diez regiones, sin embargo, ninguno fue electo, a pesar de ello, el partido obtuvo diez alcaldías provinciales y setenta alcaldías distritales. 
A nivel de Lima, se presentó el empresario Gonzalo García Núñez, quedando en sexto lugar con el 4.26% de votos y solo obtuvo un regidor municipal, siendo electa la socióloga Marisa Glave.

### Elecciones regionales y municipales de 2010
La participación del Partido Nacionalista en el proceso de elecciones municipales a nivel provincial y regional de 2010 tuvo distintos resultados para el partido. En el ámbito regional, el partido se organizó en función de una serie de alianzas. Las regiones donde obtuvieron resultados positivos encabezan a Ayacucho, Cajamarca, Ica, La Libertad, Madre de Dios, Puno, San Martín y Ucayali.
Para la región de Ayacucho, se postuló con el Frente Regional Tuna con el obtuvieron un porcentaje de votos del 13.24% y solo se alcanzó el cargo de consejero regional bajo la gestión de Yannett Marlene Quispe Guillen (que resultó ser un miembro del partido). En la región de Arequipa se alcanzó, al igual que en Ayacucho un escaño, pero solo obtuvieron un porcentaje total de votos ascendiente al 9.28%. En el caso de Cajamarca, Chanel Toribio Ruiz Vargas alcanza un puesto como consejero regional; el mismo escenario ocurre en la región de Ica en la que Felipe Augusto Chacaliaza Magallanes obtuvo el cargo de consejero regional para la ciudad de Chincha.
En el caso de la región de La Libertad, obtuvieron -también- el cargo de consejero regional por Elmer López Vega para la ciudad de Pataz. Para la región de Puno, se formó la Gran Alianza Nacionalista – Popular- Poder Democrático Regional que logró obtener un escaño de 15. La joven Janet Zapana Guillen accedió a ocupar cargo de consejera regional.
Finalmente, en la región de Ucayali obtuvieron dos escaños, ambos de consejeros regionales; uno obtenido por Marcial Vásquez Fasanando y el otro obtenido por Jeremías Melendez del Águila. 
Las alianzas políticas de las que el PNP fue parte :
| NOMBRE                                                          | ÁMBITO   | CIRCUNSCRIPCIÓN |
| --------------------------------------------------------------- | -------- | --------------- |
| Frente Regional Tuna                                            | REGIONAL | Ayacucho        |
| Gran Alianza Nacionalista – Popular- Poder Democrático Regional | REGIONAL | Puno            |
| Gran Alianza Nacionalista Madre de Dios                         | REGIONAL | Madre de Dios   |
| Alianza por Arequipa                                            | REGIONAL | Arequipa        |
| Gran Alianza Nacionalista Cusco                                 | REGIONAL | Cusco           |

### Elecciones generales de 2011
La Alianza electoral Gana Perú, conformada principalmente por el Partido Nacionalista Peruano, obtuvo la mayor votación tanto a nivel presidencial como parlamentario en las elecciones generales del Perú de 2011, convirtiéndose en el partido con mayor cantidad de curules en el Congreso de la República: logró obtener 47 de los 130 escaños (39 del PNP), 20 de los cuales han decidido abandonar la bancada e irse a otras, ya sea por diferencias ideológicas u otros motivos. Asimismo, el partido dos de los cinco puestos en el Parlamento Andino:  Hilaria Supa y Alberto Adrianzén
Debido a que la inscripción del partido tampoco pudo hacerse efectiva al momento de la postulación de Ollanta Humala, decidieron postular bajo el nombre de “Gana por el Perú”. Ollanta Humala ganó la presidencia del Perú en segunda vuelta con un porcentaje de votación del 51.45%. Sus vicepresidentes Omar Chehade y Marisol Espinoza. 
Para el Parlamento, fueron elegidos 47 congresistas, siendo 36 del PNP.

### Elecciones regionales y municipales de 2014
Del total de 1647 municipios distritales, el Partido Nacionalista Peruano obtuvo un total de 16 municipios y en el ámbito provincial, una sola municipalidad de un total de 195. En el Alto Amazona, en el distrito de Jeberos, el PNP obtuvo un alcalde distrital, Vidal Mazanett Soria, y cuatro regidores distritales. En estos se distinguen a Javier Flores Torres, Juan Rider Inuma Arimuya, Zoila Alexandra Romero Ortiz y Sadith Marita Pizango Lancha. Otro distrito en la provincia del Alto Amazonas que eligió como alcalde distrital a un candidato nacionalista fue el distrito de Santa Cruz, al tener como ganadora a Ronel Mendoza Hualinga. 
En la región Loreto, en el distrito de Trompeteros, Miguel Vásquez Gonzales fue elegido alcalde distrital y Víctor Alan Reategui García, Emilio Nango Sandi, Belinda Valled Luca de Acosta y Estela Jipa Pezo fueron elegidos y elegidas como regidores y regidoras distritales

### Participación en el gobierno de Ollanta Humala[14]
Durante el gobierno del expresidente Ollanta Humala, se presentaron un total de 7 gabinetes de los cuales solo uno fue de un miembro del PNP. En periodo comprendido entre el 11 de diciembre del 2011 al 23 de julio de 2012, el gabinete de Oscar Valdés Dancuart, la ministra de la mujer y del desarrollo social fue Ana Jara y representó al Partido Nacionalista. Del mismo modo, durante el periodo del 23 de julio de 2012 al 31 de octubre del 2013, Ana Jara ocupó el mismo cargo y seguía representando al Partido Nacionalista, en el gabinete encabezado por Juan Jiménez Mayor. Ana Jara permaneció en ese puesto hasta el 24 de febrero de 2014 (con el gabinete liderado por César Villanueva Arévalo). 
En el siguiente gabinete, liderado por René Cornejo, Ana Jara ocupó el mando del Ministerio de Trabajo desde el 24 de febrero de 2014 hasta el 22 de julio de 2014, fecha donde la misma pasaría a ser primera ministra o presidenta del Consejo de Ministros. En el periodo de gestión, que culminó en el segundo día de abril de 2015. En el equipo de trabajo, Freddy Otárola, expresidente del Congreso, también se encontró incluido como parte del grupo ministerial, dirigiendo el Ministerio de Trabajo. 
A lo largo del gobierno del exmandatario Ollanta Humala, las bancadas, especialmente la de Gana Perú sufrió una serie de modificaciones. Al inicio del gobierno, la bancada nacionalista contaba con un total de 47 legisladores. Para el cuarto año de gestión, la bancada oficialista contaba con solo 32 parlamentarios. La evolución de la bancada inició en el 2012 con la desafiliación de cinco de sus miembros Rosa Mavila, Verónika Mendoza y el fallecido Javier Diez Canseco que se unieron a la bancada de Acción Popular – Frente Amplio. Por otro lado, Jorge Rimarachín y Rubén Coa se unieron a Dignidad y Democracia. Jaime Delgado se iría a mediados del 2014 y Sergio Tejada en el 2015. Celia Anicama fue la última de irse antes de cumplir los 4 años de gestión.
La renuncia del Presidente del Consejo de Ministros, Salomón Lerner, a solo cinco meses del inicio del gobierno nacionalista, produjo una tensión con las fuerzas de izquierda integrantes de Gana Perú. La tensión se convirtió en ruptura, cuando se produjeron las primeras renuncias al PNP en junio de 2012, para formar el grupo parlamentario del Frente Amplio. En julio de 2014 se producirían una nueva ruptura con la renuncia de seis congresistas nacionalistas que conformarían el grupo Dignidad y Democracia, que después sumaría seis ex nacionalistas más. Actualmente junto con este grupo, nacerían como escisión del PNP, el Movimiento por la Gran Transformación y el Bloque Nacional Popular, liderado por Sergio Tejada, que reivindican el programa de la Gran Transformación (plan de gobierno nacionalista de 2006) y se identifica con la izquierda política.

### Elecciones generales de 2016
En las elecciones generales de 2016, el candidato del nacionalismo había sido el anterior ministro del Interior, Daniel Urresti; sin embargo, a mediados de marzo del mismo año se confirmó el retiro de su candidatura por lo que no se llegó a presentar ninguna lista por parte del Partido Nacionalista Peruano. En cuanto a las autoridades vigentes del partido son, en el ámbito provincial, como regidor provincial a Arnaldo Pinedo Torres para la provincia de Alto Amazona en la región de Loreto. 
En el ámbito distrital cuenta con tres autoridades municipales: José Cisnero Flores, en la provincia de Datem del Marañon en el distrito de Andoas; Miguel Vásquez Gonzales en el distrito de Trompeteros en la provincia de Loreto; y Vidal Mazanett Soria en le distrito de Jeberos, ubicado en la provincia de Alto Amazonas. Asimismo, cuenta con un total de 13 regidores distritales todos para la región de Loreto, divididos en las tres provincias de Loreto (4), Alto Amazonas (5) y Datem del Marañon (4)
El Partido Nacionalista Peruano aún se encuentra vigente y es que por la figura del expresidente se han visto reducidas sus intervenciones en la esfera política nacional. Dado que actualmente no cuenta con miembros de los partidos activos en la política y el presidente sale de un gobierno que terminó con una fuerte desaprobación por un sector importante de la población. A eso se añaden la situación de investigación de la actual presidenta del Partido Nacionalista, Nadine Heredia, por estar supuestamente envuelta en casos de corrupción.
La situación legal del expresidente y su esposa, llevó a incluir al PNP a la investigación que se le sigue por Lavado de Activos junto a la empresa Todo Grapht por los aportes recibidos en las campañas del 2006 y el 2011.

### Elecciones generales de 2021
El Partido Nacionalista participó en las elecciones de 2021 con Ollanta Humala como candidato presidencial.
Con un 1.6% de los votos válidos en la elección presidencial y 1.51% en la elección parlamentaria el partido no logró superar la valla electoral y el partido podría desaparecer. Pese a eso, Humala fue el más votado en algunos lugares del Perú como el Cenepa, Requena en Loreto o la provincia del Páucar del Sara Sara.

## Resultados electorales

### Elecciones presidenciales
|  | 30.61 % |

|  | 47.37 % |

|  | 31.72 % |

|  | 51.45 % |

|  | 1.60 % |

### Elecciones parlamentarias
|  | 21.2 % |

|  | 25.27 % |

|  | 1.51 % |

### Elecciones al Parlamento Andino
|  | 23.96 % |

|  | 27.02 % |

|  | 1.69 % |

### Elecciones regionales y municipales
| Año  | Gobiernos Regionales | Alcaldías Provinciales | Alcaldías Distritales |
| Año  | Representantes       | Representantes         | Representantes        |
| ---- | -------------------- | ---------------------- | --------------------- |
| 2006 | 0/25                 | 10/196                 | 70/1867               |
| 2010 | 1/25                 | 0/196                  | 3/1867                |
| 2014 | 0/25                 | 0/196                  | 3/1867                |